# Serdiukivka, Smila
Serdiukivka (în ucraineană Сердюківка) este o comună în raionul Smila, regiunea Cerkasî, Ucraina, formată numai din satul de reședință. În secolul al XIX-lea, satul Serdiukivka făcea parte din volostul Tașlîk, uezdul Cerkasî.

## Demografie
Componența lingvistică a comunei Serdiukivka
     Ucraineană (97,78%)
     Rusă (1,98%)
     Alte limbi (0,12%)
Conform recensământului din 2001, majoritatea populației comunei Serdiukivka era vorbitoare de ucraineană (97,78%), existând în minoritate și vorbitori de rusă (1,98%).